# 依田照彦
依田 照彦（よだ てるひこ、1946年 - ）は、日本の工学者。早稲田大学理工学部名誉教授。主な研究対象は構造物の機能と性能であり、錦帯橋研究者の一人である。

## 略歴
- 1970年　早稲田大学理工学部土木工学科卒業
- 1972年　早稲田大学大学院理工学研究科修士課程修了
- 1978年　工学博士

## 受賞歴
- 2015年　土木学会田中賞（研究業績部門）